# Beato de Osma
El Beato de Osma es un manuscrito iluminado que contiene en particular un Comentario al Apocalipsis del Beato de Liébana, escrito y pintado hacia 1086. Contiene 71 miniaturas iluminadas donde se mezclan los estilos de los Beatos con la iluminación románica. Actualmente se conserva en el tesoro de la soriana Catedral de El Burgo de Osma en Castilla y León (Cod.1).

## Contexto histórico
El manuscrito indica que fue terminado el 3 de junio de 1086 por un copista amanuense llamado Petrus (Pedro) según se recoge en el folio 138v y por un iluminador llamado Martinus (Martín) informado en el folio 163r. Por el estilo de las decoraciones, esta pudo haber contado con la ayuda de un asistente. Según su estilo, muy cercano a los fragmentos de un Beato conservados en el Archivo de la Chancillería de Valladolid, la obra fue sin duda ejecutada dentro del Real Monasterio de San Benito de Sahagún (Sahagún).
En esa fecha, el monasterio estaba dirigido por el abad Bernardo de Sedirac, monje cluniacense de origen franco. Éste lleva el nombre poco después del arzobispo de Toledo. Llegado a este nuevo cargo, nombró archidiácono a otro monje cluniacense  llamado Pedro de Bourges que más tarde fue nombrado de obispo de Osma en 1101, con la restauración de la diócesis. Este vínculo entre los dos hombres podría explicar el traslado del manuscrito de Sahagún a Osma. También existe un antiguo vínculo entre Osma y el Beato de Liébana: éste fue el mentor de Eterio de Osma, obispo de la ciudad, a quien dedicó la última versión de su Comentario al Apocalipsis.

## Descripción
El manuscrito contiene la primera versión del Comentario al Apocalipsis de Beato de Liébana. Aunque el mapa del manuscrito es muy cercano a la supuesta versión original de este mapa de Beato, no contiene las páginas de los evangelistas, ni las tablas genealógicas, ni las miniaturas de Daniel. El estilo de las iluminaciones retoma el estilo del antiguo Beato de León (en el uso de los colores en particular) pero solo parcialmente: de hecho, por primera vez está profundamente marcado por el nuevo estilo de la iluminación románica sin duda proveniente de Francia, particularmente en las cortinas de los personajes.
El monasterio donde se produjo fue sin duda un foco muy importante para la introducción y desarrollo del arte románico en España.

## Véase también

Beato de Osma
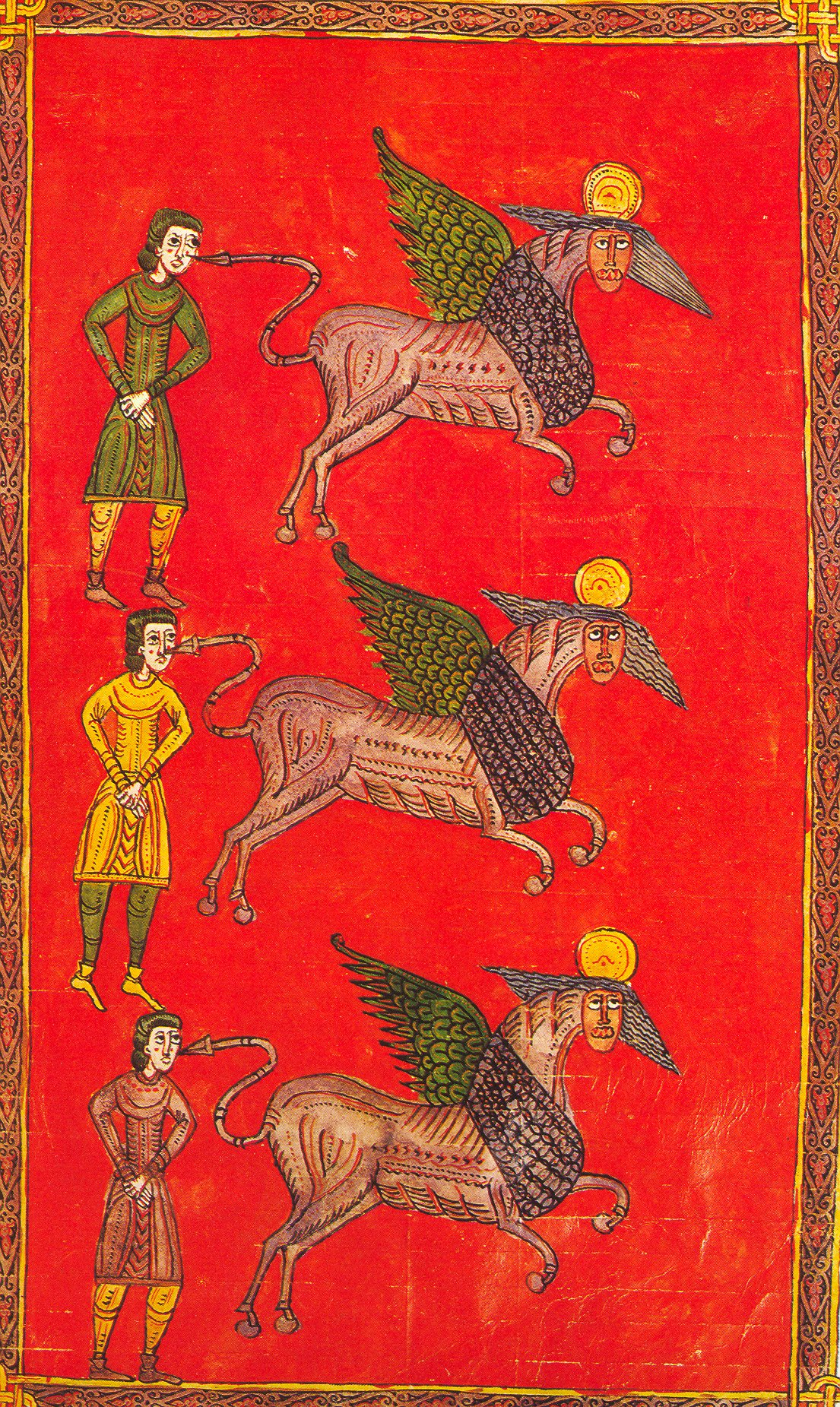
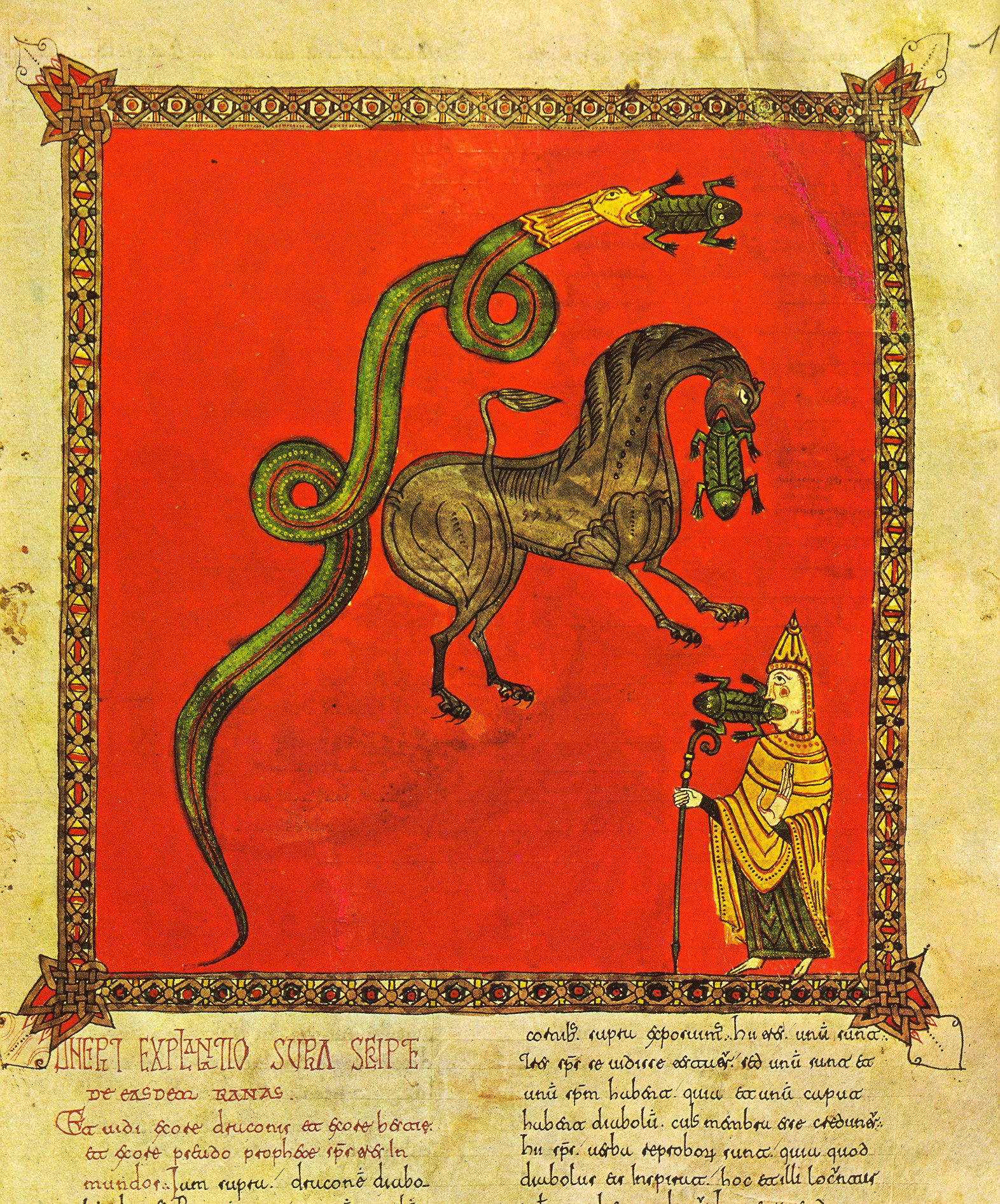
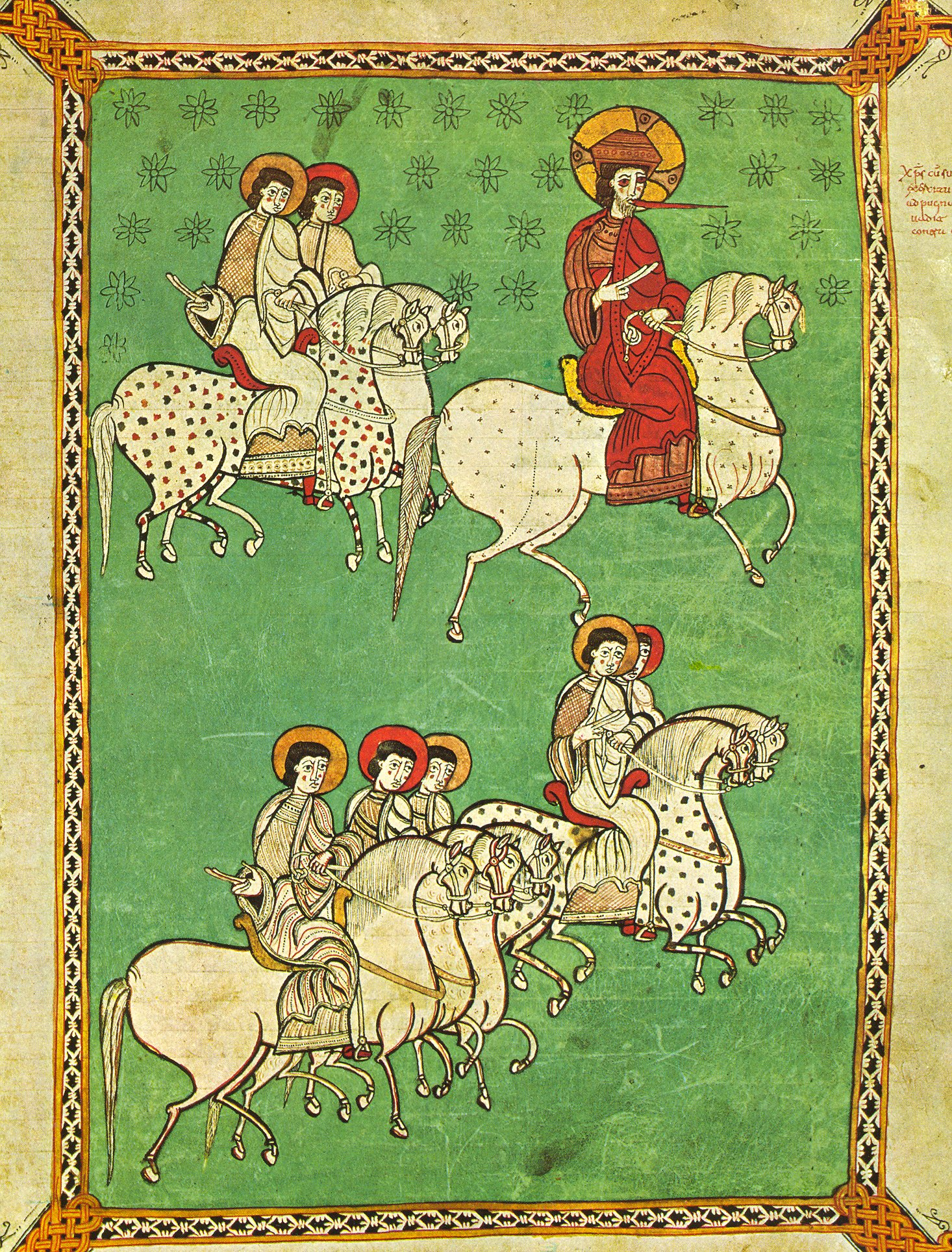
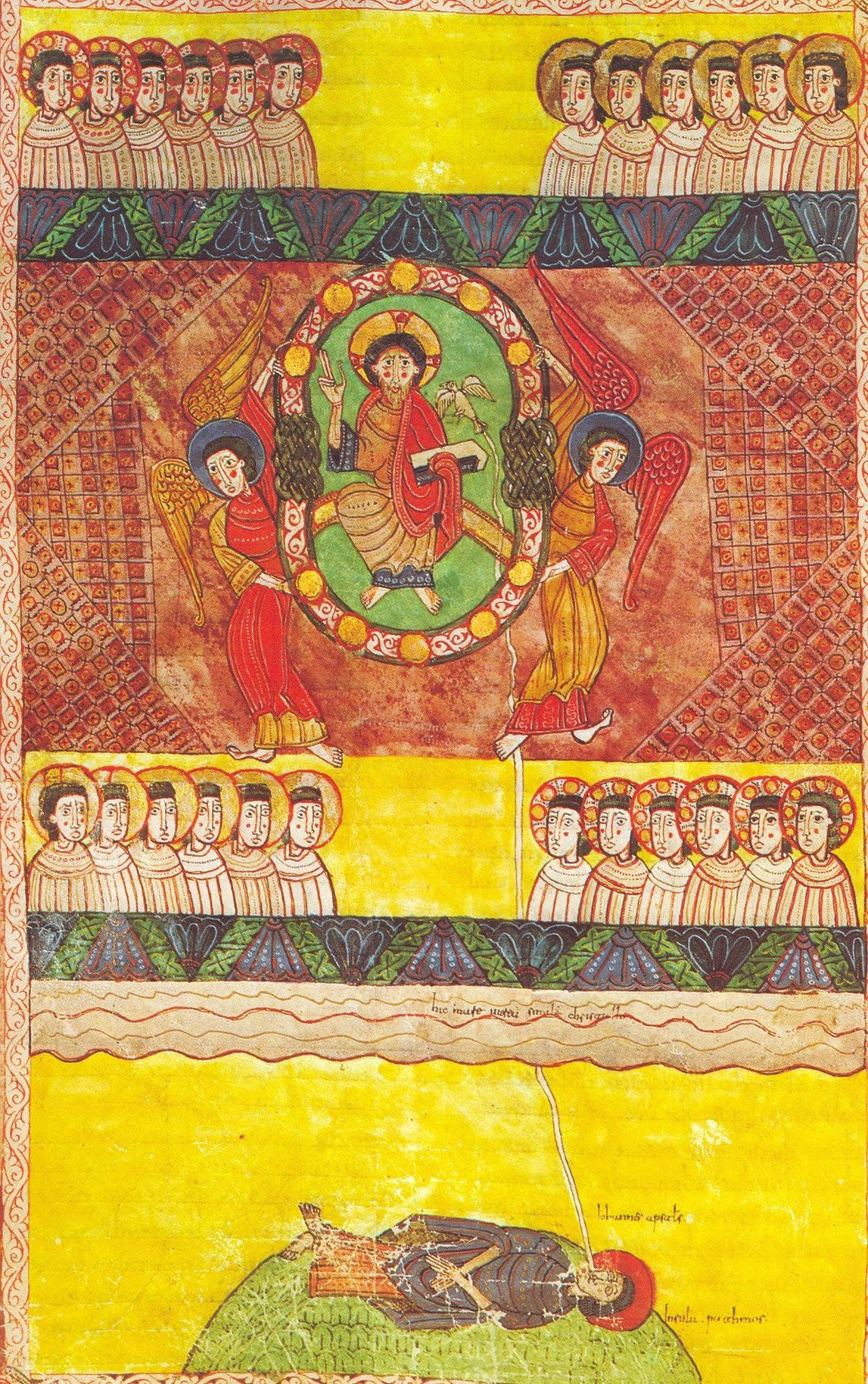
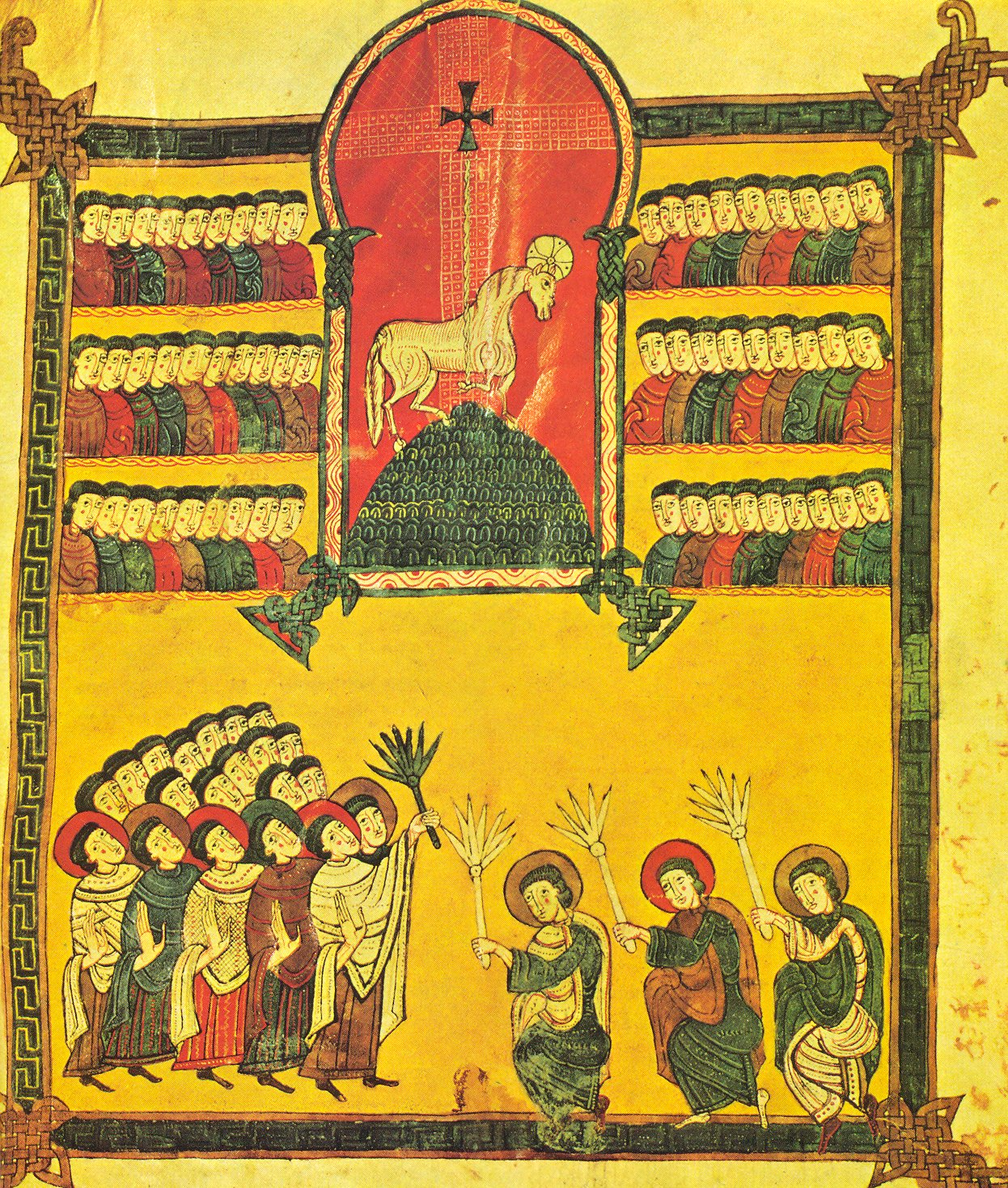
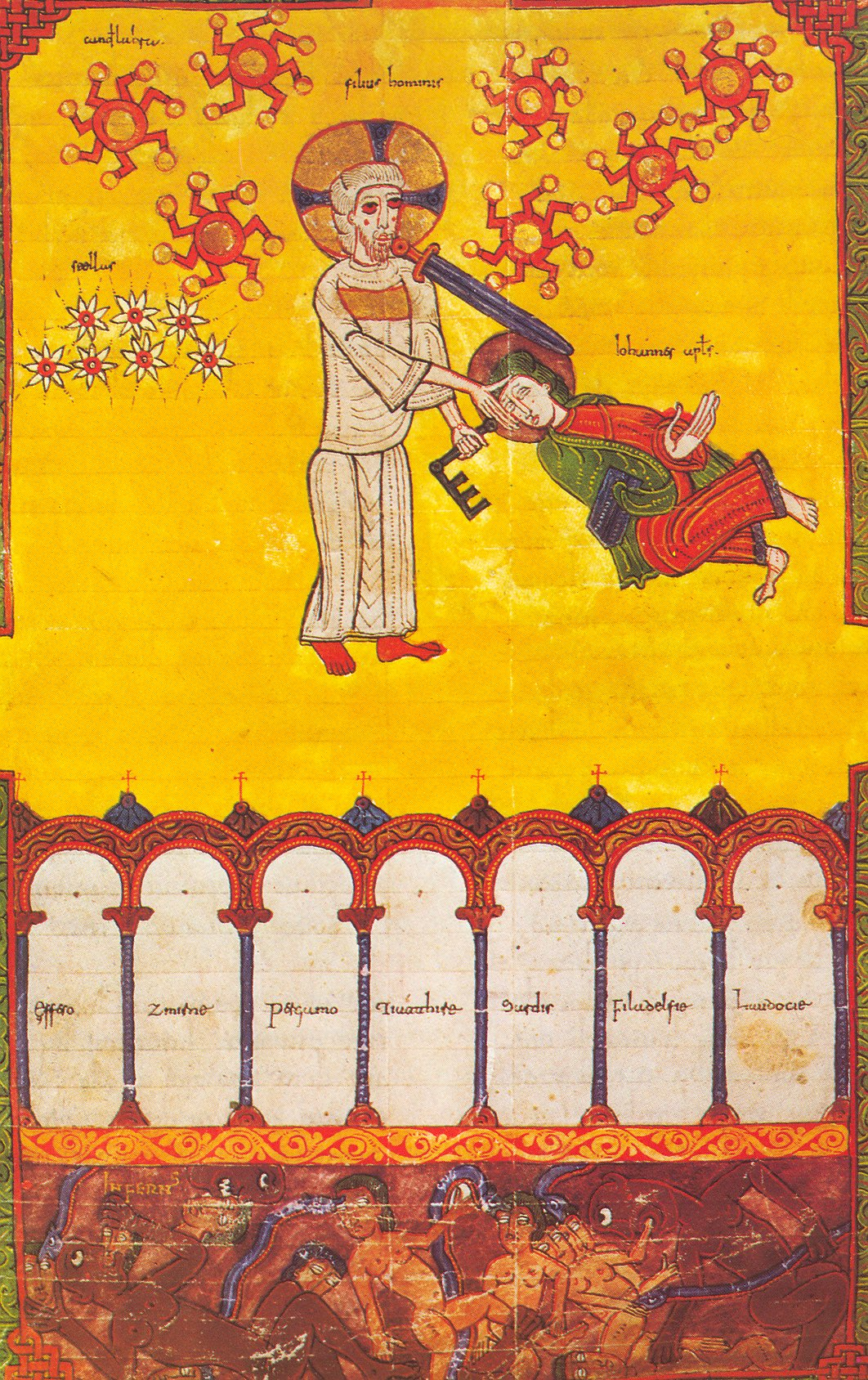
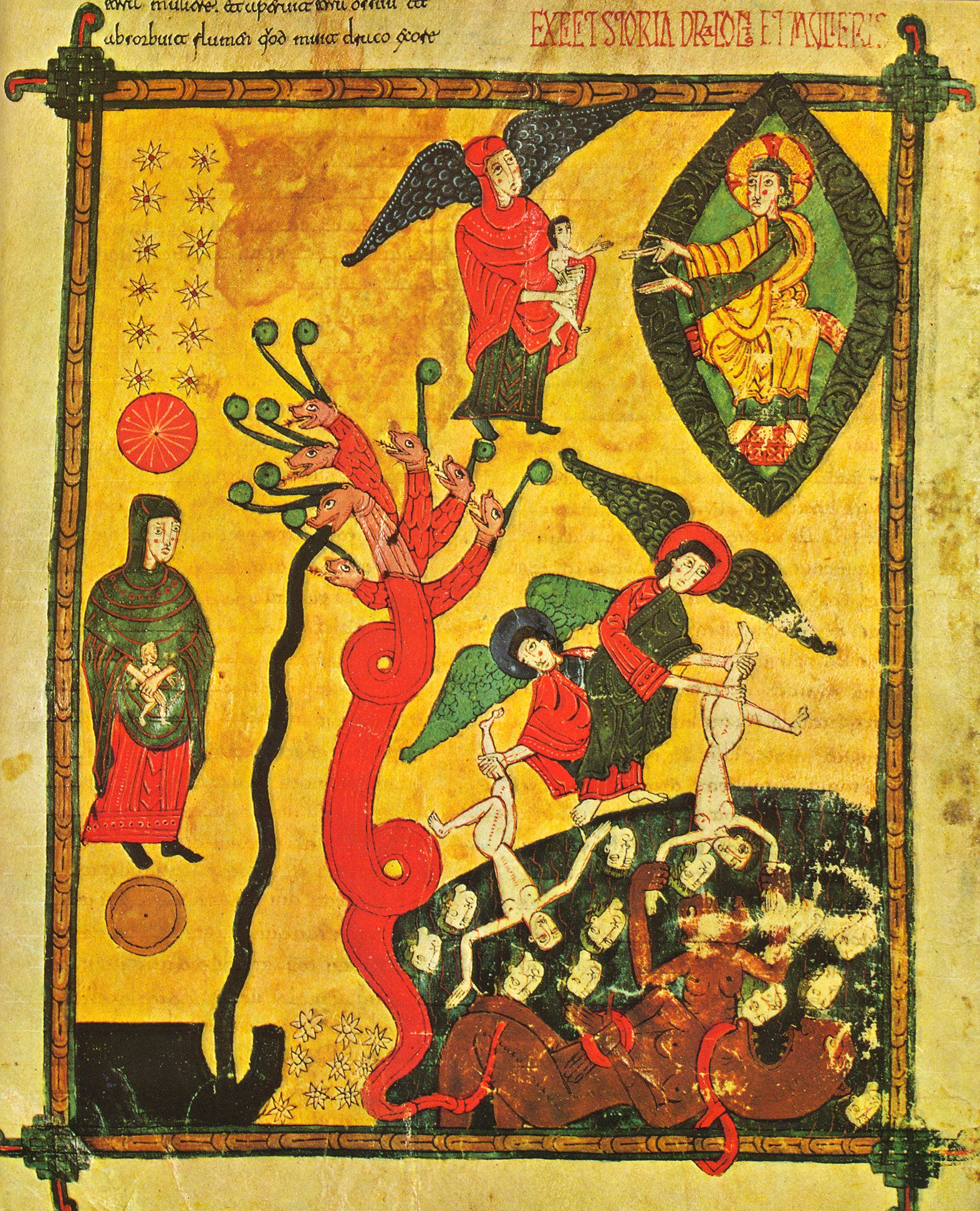